# Petit Camp de César de la bataille de Gergovie
 (août 2025).
Le Petit Camp de César de la bataille de Gergovie est un camp romain situé sur la commune de La Roche-Blanche dans le département français du Puy-de-Dôme, en région Auvergne-Rhône-Alpes.

## Historique
Le Petit camp de Gergovie a été créé en 52 av. J.-C., après la prise de la colline par les Romains. Ce camp secondaire, situé près du Grand camp, était relié à celui-ci par une voie protégée, permettant des déplacements sécurisés. Des fouilles ont mis au jour des vestiges de la vie des légionnaires et des traces d'armement romain,.

### Protection
Le Petit Camp de César de la bataille de Gergovie est inscrit au titre des monuments historiques par arrêté du 27 janvier 2015.

## Description
Le Petit camp se trouve au pied de l’oppidum, sur une colline avec une falaise au sud et une pente plus douce face à l’oppidum. Il est protégé par un fossé courbe et des ouvrages fossoyés. Le camp couvre environ 7 hectares. Des bornes marquent les limites, dont des monolithes portant l'inscription de l'occupation romaine.